# Cirkelgroep
In de wiskunde is de cirkelgroep, aangeduid door {\displaystyle \mathbb {T} } of {\displaystyle \mathbf {T} }, de multiplicatieve groep van de complexe getallen met absolute waarde gelijk aan 1. De elementen van {\displaystyle \mathbb {T} } zijn dus de punten op de eenheidscirkel in het complexe vlak en de bewerking is de vermenigvuldiging.
Een isomorfe representatie is als de additieve groep {\displaystyle \mathbb {R} /\mathbb {Z} }. De cirkelgroep speelt een centrale rol in de pontryagin-dualiteit en in de theorie van lie-groepen. De notatie {\displaystyle \mathbb {T} } voor de cirkelgroep komt van het woord torus aangezien {\displaystyle \mathbb {T} ^{n}}, het directe product van {\displaystyle n} factoren {\displaystyle \mathbb {T} }, meetkundig als een {\displaystyle n}-torus kan worden gezien. De cirkelgroep is dan een 1-torus. 

## Definitie
De cirkelgroep is gedefinieerd als het paar {\displaystyle (\mathbb {T} ,\,\cdot )} met:
{\displaystyle \mathbb {T} =\{z\in \mathbb {C} :|z|=1\}}
en de vermenigvuldiging als bewerking.
De cirkelgroep is een ondergroep van {\displaystyle \mathbb {C} ^{\times }}, de multiplicatieve groep van alle complexe getallen behalve 0. Aangezien {\displaystyle \mathbb {C} ^{\times }} een abelse groep is, is ook {\displaystyle \mathbb {T} } abels. 

## Modulair rekenen

Optellen in de cirkelgroep

De cirkelgroep is in essentie een voorbeeld van het modulair rekenen, dus rekenen modulo een gegeven getal. Bij de cirkelgroep gaat het om het kunnen optellen van hoeken, als alleen hoeken tussen 0° en 360° zijn toegestaan; dus rekenen modulo 360°. Het diagram hiernaast illustreert hoe men 150° optelt bij 270°. De gewone berekening zou zijn dat 150° + 270° = 420°, maar bij de cirkelgroep vergeet men als het ware dat men de cirkel al eenmaal rondgegaan is en begint men opnieuw bij 0°, zodat het antwoord altijd in het interval van 0° tot 360° ligt. Het antwoord wordt 420° - 360° = 60°.
Hetzelfde geldt voor de cyclische groep, daarin wordt ook modulair gerekend. Het verschil is dat in de cirkelgroep continu wordt gerekend, dus met een getallenlijn, terwijl in de cyclische groep met een vast aantal getallen wordt gerekend.

## Topologische en analytische structuur
De cirkelgroep is meer dan alleen maar een abstracte algebraïsche groep. De cirkelgroep heeft een eigen topologie, als zij wordt beschouwd als een deelruimte van het complexe vlak. De cirkelgroep heeft de structuur van een topologische groep, omdat vermenigvuldigen en het nemen van de inverse op {\displaystyle \mathbb {C} ^{\times }} continue functies zijn en het is een gesloten ondergroep van {\displaystyle \mathbb {C} ^{\times }}, omdat de eenheidscirkel bovendien een gesloten deelverzameling is van het complexe vlak. Het complexe vlak wordt zelf ook als een topologische groep beschouwd. 
De cirkel is zelfs een eendimensionale reële variëteit, waarbij vermenigvuldigen en het nemen van de inverse analytische functies zijn op de cirkel. Dit geeft de cirkelgroep de structuur van een eendimensionale lie-groep. Het is op isomorfisme na de enige eendimensionale lie-groep, die compact en samenhangd is. Bovendien is elke {\displaystyle n}-dimensionale compacte, samenhangende, commutatieve lie-groep isomorf  met {\displaystyle \mathbb {T} ^{n}}.

## Algebraïsche structuur
De cirkelgroep {\displaystyle \mathbb {T} } is een deelbare groep. De torsie-ondergroep wordt gegeven door de verzameling van alle n-de eenheidswortels voor alle {\displaystyle n} en is isomorf met {\displaystyle \mathbb {Q} /\mathbb {Z} }. De structuurstelling voor deelbare groepen zegt dat {\displaystyle \mathbb {T} } isomorf is met de directe som van {\displaystyle \mathbb {Q} /\mathbb {Z} } met een aantal kopieën van {\displaystyle \mathbb {Q} }. Het aantal kopieën van {\displaystyle \mathbb {Q} } moet {\displaystyle c}, de kardinaliteit van het continuüm, zijn, anders is de kardinaliteit van de directe som niet correct. Maar de directe som van {\displaystyle c} kopieën van {\displaystyle \mathbb {Q} } is isomorf met {\displaystyle \mathbb {R} }, aangezien {\displaystyle \mathbb {R} } een vectorruimte van dimensie {\displaystyle c} over {\displaystyle \mathbb {Q} } is. Dus
{\displaystyle \mathbb {T} \cong \mathbb {R} \oplus (\mathbb {Q} /\mathbb {Z} )}
De volgende isomorfie geldt ook:
{\displaystyle \mathbb {C} ^{\times }\cong \mathbb {R} \oplus (\mathbb {Q} /\mathbb {Z} )}
wat op dezelfde manier kan worden bewezen, als {\displaystyle \mathbb {C} ^{\times }} ook een deelbare commutatieve groep is, waarvan de torsie-ondergroep dezelfde is als de torsie-ondergroep van {\displaystyle \mathbb {T} }.